# Jonathan Lastra Martínez
Jonathan Lastra Martínez (Bilbao, 3 de juny de 1993) és un ciclista basc, professional des del 2016. Actualment corre a l'equip Cofidis. Combina la carretera amb el ciclocròs.

## Palmarès en ciclocròs
- 2012-2013
  -  Campió d'Espanya de ciclocròs sub-23
- 2013-2014
  -  Campió d'Espanya de ciclocròs sub-23

## Palmarès en ruta
- 2015
  - 1r al Trofeu Lehendakari
  - 1r a la Pujada a Gorla
  - 1r a San Isidro Saria Nagusia
- 2019
  - 1r a la Clàssica da Arrábida
- 2022
  - Vencedor d'una etapa al Gran Premi Internacional de ciclisme de Torres Vedras - Trofeu Joaquim Agostinho

### Resultats a la Volta a Espanya
- 2018. 123è de la classificació general
- 2019. 101è de la classificació general
- 2020. 61è de la classificació general

### Resultats al Giro d'Itàlia
- 2023. 35è de la classificació general